# Exomalopsis bartschi
Exomalopsis bartschi är en biart som beskrevs av Timberlake 1980. Exomalopsis bartschi ingår i släktet Exomalopsis och familjen långtungebin. Inga underarter finns listade i Catalogue of Life.